# Greco di Tufo

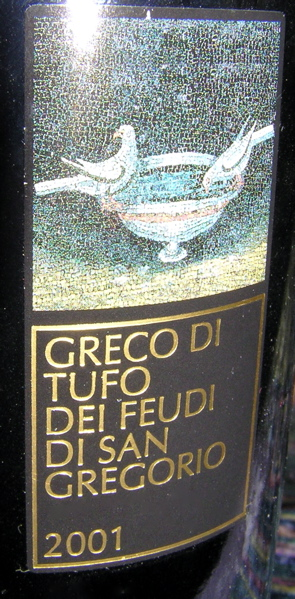
Flasche Greco di Tufo

Greco di Tufo DOCG ist die Bezeichnung für trockene Weißweine und Schaumweine (Spumante) aus der italienischen Region Kampanien. Seit 1970 besitzen die Weine den Status einer „kontrollierten Herkunftsbezeichnung“ (Denominazione di origine controllata – DOC). Am 18. Juli 2003 wurden die Weine auf den Status einer DOCG hochgestuft, die zuletzt am 7. März 2014 aktualisiert wurde; DOCG ähnelt der Begriffsbestimmung für DOC, enthält aber den Zusatz ,garantiert‘ und wird für Weine von besonderem Wert verwendet, die seit mindestens fünf Jahren als DOC-Weine anerkannt sind.

## Anbau
Das zugelassene Weinbaugebiet umfasst die Gemeinden Altavilla Irpina, Chianche, Montefusco, Petruro Irpino, Prata di Principato Ultra, Santa Paolina, Torrioni und die namensgebende Gemeinde Tufo, alle in der Provinz Avellino.
Im Jahr 2019 wurden 27.407 Hektoliter DOCG-Wein erzeugt.

## Erzeugung
Die trockenen Weiß- und Schaumweine müssen zu mindestens 85 % aus der Rebsorte Greco Bianco bestehen, die hier auch Greco B oder Greco Bianco B genannt wird. Höchstens 15 % Coda di Volpe Bianco dürfen zugesetzt werden.

## Beschreibung
Laut der Denomination:

### Greco di Tufo bianco
- Farbe: mehr oder weniger intensiv strohgelb
- Geruch: angenehm, intensiv, fein, charakteristisch
- Geschmack: frisch, trocken, harmonisch
- Alkoholgehalt: mindestens 11,5 Vol.-%
- Säuregehalt: mind. 5,0 g/l
- Trockenextrakt: mind. 16,0 g/l

### Greco di Tufo Spumante
- Perlage: fein und anhaltend
- Farbe: mehr oder weniger intensiv strohgelb, mit grünlichen oder goldenen Reflexen
- Geruch: charakteristisch, angenehm, mit einem leichten Hauch von Hefe
- Geschmack: angenehm, fein und harmonisch. Im Ausbau extratrocken oder trocken.
- Alkoholgehalt: mindestens 12,0 Vol.-%
- Säuregehalt: mind. 6,0 g/l
- Trockenextrakt: mind. 15,0 g/l